# Neoscleropogon agave
Neoscleropogon agave är en tvåvingeart som först beskrevs av Walker 1849.  Neoscleropogon agave ingår i släktet Neoscleropogon och familjen rovflugor. Inga underarter finns listade i Catalogue of Life.